# Svart mulmblomfluga
Svart mulmblomfluga (Chalcosyrphus nigripes) är en tvåvingeart som först beskrevs av Zetterstedt 1838.  Svart mulmblomfluga ingår i släktet mulmblomflugor, och familjen blomflugor.
Artens utbredningsområde är Sverige. Enligt den finländska rödlistan är arten otillräckligt studerad i Finland. Enligt den svenska rödlistan är arten sårbar i Sverige. Arten förekommer i Övre Norrland. Arten har tidigare förekommit i Svealand men är numera lokalt utdöd. Artens livsmiljö är friska och lundartade naturmoar. Inga underarter finns listade i Catalogue of Life.